# Carlo Bononi
Carlo Bononi, ou Bonone, né vers 1569 et mort le 3 septembre 1632 est un peintre du classicisme italien de l'école de Ferrare finissante.

## Biographie

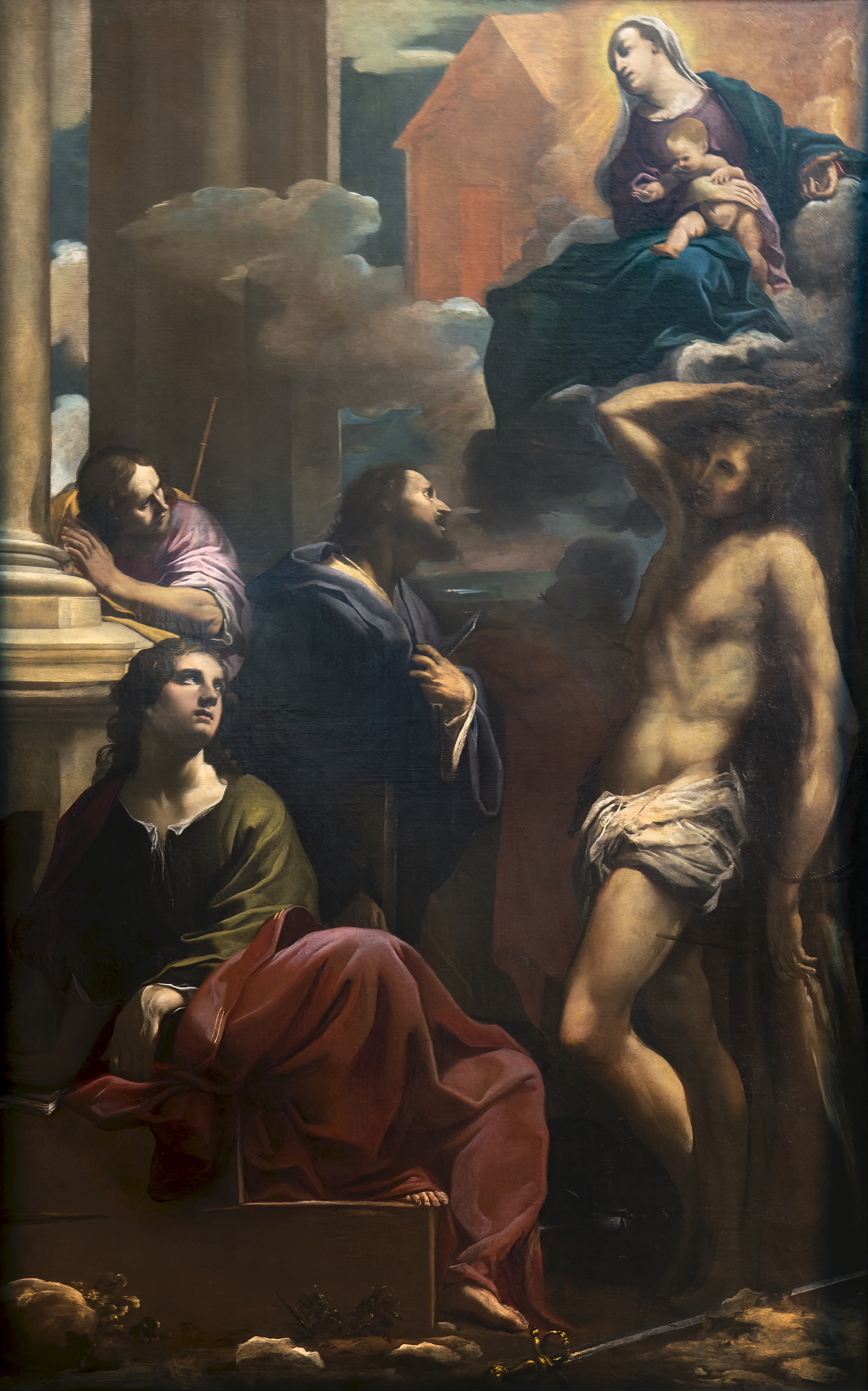
Apparition de Notre Dame de Lorette, musée des Augustins de Toulouse.

Carlo Bononi a étudié sous Giuseppe Mazzuoli, dit le Bastarolo, connu le Guerchin et a été admiré par Guido Reni. Il voyage pour ses études à Bologne, Modène, Rome, Parme, Vérone et Venise.
À la mort de son maître il se rapproche de Scarsellino, le peintre le plus notoire de Ferrare.
Alfonso Rivarola (il Chenda), Giovanni Battista della Torre et Camillo Berlinghieri furent de ses élèves et son neveu Leonello Bononi fut aussi un peintre.
Il est enterré à l'église Santa Maria in Vado de Ferrare, pour laquelle il a peint le plafond et plusieurs toiles.

## Œuvres
Allemagne
- Pommersfelden, château Weissenstein : Martyre de saint Paul.

Autriche
- Vienne, Kunsthistorisches Museum :
  - Vierge avec les saints  Maurelius et Georges ;
  - Saint Louis de Toulouse priant pour la fin de la peste.

France
- Toulouse, musée des Augustins : Apparition de Notre Dame de Lorette[2].

Italie
- Bologne, basilique della Ghiara, deuxième des quatre chapelles : Ascension du Christ, 1617[3].
- Ferrare :
  - église Santa Maria in Vado : Exaltation du nom de Dieu, 1617-1621, fresque plafonnante.
  - Pinacothèque nationale : L'Ange gardien, 1620[4].
- Mantoue, San Orsola : Miracle de saint Gualbert.
- Modène, San Bartolomeo : Annonciation.